# Matthias Alward

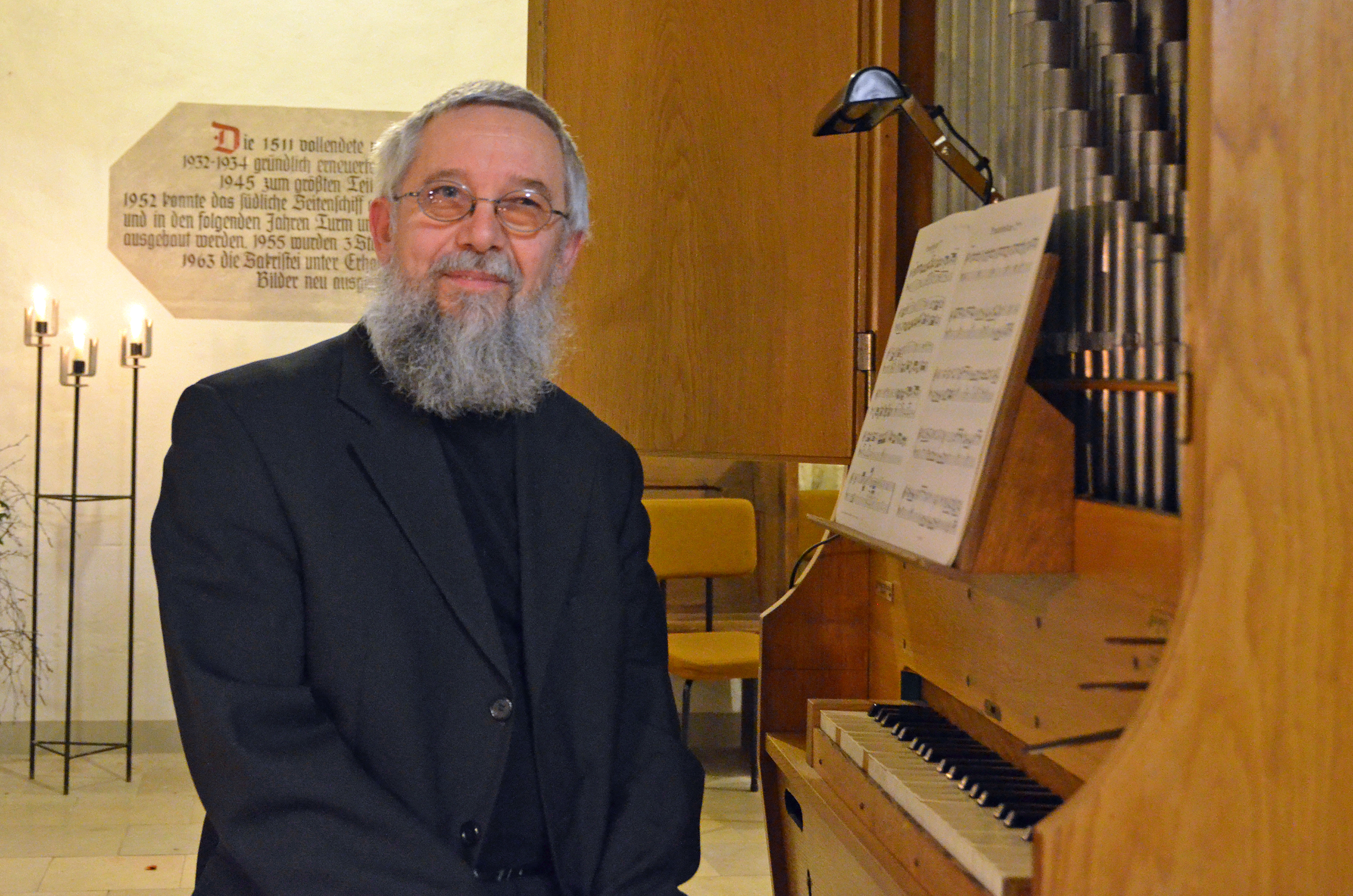
Matthias Alward am Orgelpositiv in der Sakristei der Marienkirche Beeskow (2017)

Matthias Alward (* 13. August 1958 in Radebeul) ist ein deutscher Kirchenmusiker.

## Leben und Wirken
Matthias Alward  studierte an der Evangelischen Hochschule für Kirchenmusik in Dresden bei unter anderem Erich Schmidt (Chorleitung), Wolfram Zöllner (Gemeindepraxis), Karl Frotscher (Orgel) und Gottfried Fischer (liturgisches Orgelspiel). Seine theologisch-pädagogische Ausbildung erhielt er unter der Leitung von Günther Baumgarten in Halle. Das Studium beendete Alward 1981 mit dem B-Examen als Kantor und Organist.
Nach dem Studium wurde Alward Kirchenmusiker an der Marienkirche in Beeskow. Nach 43 Dienstjahren dort und mehr als 500 Konzerten ging er im September 2024 in den Ruhestand. Zudem war er seit 1981, mit einer kurzen Unterbrechung, in den wechselnden Kirchenkreisen um Beeskow herum Kreiskantor. Außerdem engagiert er sich ehrenamtlich im Vorstand des Musikmuseums Beeskow (Museum selbstspielender Musikinstrumente) und ist Vorstandsmitglied im Chorverband der EKBO.
Unter Alwards Leitung entwickelte sich die Kantorei St. Marien zu einem Oratorienchor mit einem anspruchsvollen Repertoire, darunter Bachs Weihnachtsoratorium und die Johannes-Passion, Händels Messiah, Haydns Schöpfung, Mozarts Krönungsmesse, Mendelssohns Lobgesang, das Oratorio de Noël von Saint-Saëns sowie Werke von Heinrich Schütz, Dietrich Buxtehude, Franz Schubert, Charles Gounod und anderen. In der St. Marienkirche dirigierte Alward zudem die Uraufführung von De Profundis von Tim Florence (2011), die Erstaufführung nach dem Wiederauffinden des Notenmaterials der Markuspassion von Georg Künstel (2014) sowie die Uraufführung seiner eigenen Komposition Requiem alternativ (2019). Zudem wurde an der Marienkirche die Konzertreihe „Musik in St. Marien“ etabliert, die auch die regelmäßige Gestaltung multimedialer Konzerte beinhaltet, so zum Beispiel das Programm ...die Welt reißt von der Leine zum Thema Schöpfung, das 2023 auch im Rahmen des 650. Jubiläums der Stadt Krefeld in der Krefelder Friedenskirche aufgeführt wurde.

## Auszeichnungen
2019 erhielt Alward den Kunstpreis der LOSCON Kulturstiftung für Ostbrandenburg für seine außerordentlichen Verdienste im kirchenmusikalischen Bereich und experimentierfreudigen Arbeit mit sangesfreudigen Laien. In der Laudatio heißt es: „Als mitreißender und begeisterungsfähiger Dirigent und Chorleiter hat er Beeskow als eine führende Adresse im Musikleben Brandenburgs etabliert.“
2021 wurde er mit der Martin-Adler-Gedenkmedaille ausgezeichnet, die jährlich vom Landkreis Oder-Spree verliehen wird.